# Demis Hassabis

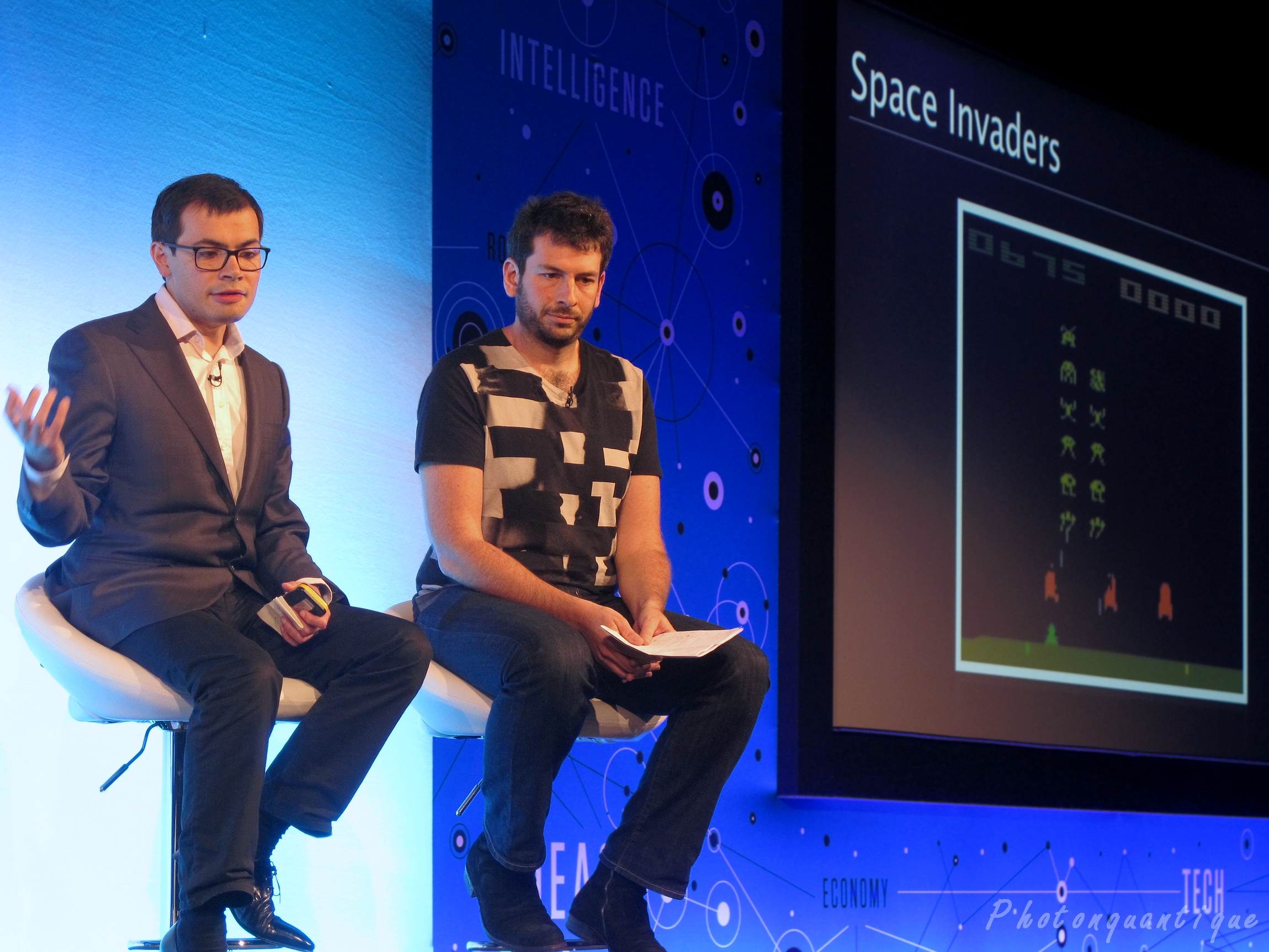
Demis Hassabis (à gauche) avec Blaise Agüera y Arcas en 2014 à Londres lors d’un congrès de Wired.

Demis Hassabis (né le 27 juillet 1976 à Londres) est un entrepreneur et chercheur britannique en intelligence artificielle. Il est le directeur général de DeepMind (qu'il a cofondé en 2010) et d'Isomorphic Labs. Il est co-lauréat avec John M. Jumper et David Baker du prix Nobel de chimie 2024 pour ses travaux « pour la prédiction de la structure des protéines ».
C'est aussi un ancien développeur de jeux vidéo, neuroscientifique et joueur de haut niveau dans de multiples disciplines dont les échecs.

## Jeunesse et éducation
Demosthenes Hassabis (Δημοσθένης Χασάμπης, Dimosthénis Khasámpis, en grec) dit Demis Hassabis (Ντέμης Χασάμπης, Ntémis Khasámpis) a un père d’ascendance chypriote grecque et sa mère est sino-singapourienne. Demis Hassabis a toujours vécu à Londres dans les quartiers de North London où il réside encore en janvier 2014,.
Demis Hassabis est un jeune maître des échecs, noté 2 300 au classement Elo à 13 ans (en janvier 1990). Il est alors parmi les meilleurs mondiaux de sa catégorie d’âge (moins de 14 ans) derrière Judit Polgár.
Demis Hassabis obtient son baccalauréat (A-levels) à 16 ans. Il termine ses études en 1997 au Queens’ College de Cambridge avec un Double First en informatique.
En 2009, il obtient, après une formation à l’University College de Londres supervisée par la professeur Eleanor Maguire, un doctorat  (Philosophiæ doctor ou Ph.D.) dans le domaine des neurosciences cognitives. ll y étudie alors le cerveau humain pour trouver de nouvelles inspirations pour la programmation d’intelligence artificielle.

## Vie professionnelle

### Débuts dans le jeu vidéo
Hassabis a débuté sur ZX Spectrum, puis sur Commodore Amiga, machine sur laquelle il développera son premier programme d'intelligence artificielle basée sur le jeu Othello. À seulement seize ans, alors qu'il est encore étudiant, il rejoint le studio de production de jeux vidéo Bullfrog Productions à la suite d'un concours organisé par le magazine britannique Amiga Power. Il a travaillé avec Peter Molyneux, notamment sur Syndicate (1993), puis sur Theme Park (1994).
En 1998, à Londres, à sa sortie de Cambridge, Hassabis fonde Elixir Studios, un studio de développement de jeux video, maintenant fermé. À la tête d’un groupe de 60 employés, il signe des accords de production avec Vivendi Universal et Microsoft et est le concepteur exécutif de Republic: The Revolution et Evil Genius.

### DeepMind et intelligence artificielle
En 2010, après son doctorat, il fonde DeepMind Technologies Ltd. avec Mustafa Suleyman et Shane Legg. Cette entreprise est spécialisée dans l’intelligence artificielle. En janvier 2014, DeepMind Technologies est vendu environ 400 000 000 £ à Google. À cette occasion, DeepMind Technologies est renommé Google DeepMind lors de son rachat. Après la vente, Hassabis travaille encore au sein de la société comme Vice President of Engineering puis Chief Executive Officer. La société est provisoirement renommée DeepMind tout court entre 2015 (création d’Alphabet, conglomérat reprenant les activités de l’entreprise Google lors de la réorganisation de celle-ci) et 2023 date à laquelle elle redevient Google DeepMind quand elle absorbe les activités « Brain » de Google Research.

#### AlphaGo (2015)
En 2015, plusieurs années de recherche d’un projet mené par Hassabis aboutissent à AlphaGo, programme informatique de DeepMind jouant au go. Celui-ci est la première intelligence artificielle à battre un joueur professionnel dans un match (5 à 0). Peu de temps après, le 9 mars 2016 à Séoul, ce même programme réalise l’exploit de battre Lee Se-dol, souvent considéré comme le meilleur joueur au monde, dans la première partie d’un match, remporté finalement 4 à 1 par AlphaGo. En 2017, un nouveau logiciel, AlphaGo Zero, programmé pour développer des stratégies sans aucune information extérieure en jouant contre lui-même (apprentissage automatique), obtient encore de meilleurs résultats. Puis, plus tard dans l’année, en décembre 2017, un troisième logiciel, AlphaZero se voit enseigner les règles des échecs et du shōgi et bat respectivement Stockfish (28 victoires, 72 nulles et 0 défaites sur un match de 100 parties) et Elmo (en) (90 victoires, 2 nulles et 8 défaites également sur 100 parties) pourtant considérés tous deux comme les meilleurs programmes au monde d’échecs et de shōgi (et nettement meilleurs à ces jeux que les meilleurs humains).

#### AlphaFold (2018)
En décembre 2018, DeepMind dévoile AlphaFold, un outil de prédiction de la structure des protéines. « C’est notre premier investissement majeur en termes de ressources, financières et humaines, pour résoudre un problème scientifique, fondamental, très important et ancré dans la réalité » selon Hassabis. AlphaFold remporte le même mois le 13e CASP (Critical Assessment of protein Structure Prediction (en)), un concours international biannuel créé en 1994 pour résoudre ce problème fondamental de la biologie moléculaire. Une avancée dans ce domaine permettrait de mieux comprendre le vivant et ainsi ouvrirait la porte à des avancées médicales. Deux ans après, AlphaFold remporte également le 14e CASP en novembre 2020.

#### IA appliquée aux jeux vidéo
Le 24 janvier 2019, il est révélé que l’IA AlphaStar (en) a battu deux joueurs professionnels de StarCraft 2 le 12 décembre 2018. Selon Hassabis, les techniques derrière AlphaStar doivent servir aux prévisions sur de très longues séquences « tels que les prévisions météorologiques et les modélisations du climat ». Contrairement aux échecs ou au go, cette IA doit faire des choix malgré une information incomplète, prendre des décisions en temps réel et non au tour par tour, faire de la gestion à plusieurs niveaux…
En novembre 2019, le projet DeepMind sur le programme MuZero est rendu public. Ce programme apprend également les règles du jeu : il essaye des mouvements et ne reçoit comme seules informations que leur légalité et le résultat, intermédiaire ou final, de ces coups. MuZero doit pouvoir aussi bien jouer aux échecs, au go, au shōgi qu’aux jeux vidéo d’arcade Atari avec des performances comparables ou supérieures à celles d’AlphaGo.

#### Pharmacologie
En novembre 2021, Demis Hassabis devient le premier directeur général d’Isomorphic Labs, filiale d’Alphabet ayant pour objectif de trouver des médicaments grâce à l’intelligence artificielle.

#### Prises de position
En 2023, Hassabis a signé la déclaration selon laquelle « réduire le risque d'extinction posé par l'IA devrait être une priorité mondiale aux côtés d'autres risques à l'échelle de la société, tels que les pandémies et la guerre nucléaire ». Il considère cependant qu'une pause dans les progrès de l'IA serait très difficile à appliquer à l'échelle mondiale, et que les avantages potentiels de l'IA (par exemple pour la santé) justifient de continuer son développement. Il a affirmé qu'il y a un besoin urgent de recherches pour développer des tests permettant d'évaluer les capacités et la contrôlabilité des nouveaux modèles d'IA.

## Joueur de haut niveau
Après s’être essayé avec succès aux échecs dans sa jeunesse, Demis Hassabis s’est testé à de nombreux autres jeux. Ainsi, il est également joueur de haut niveau au shōgi (8e et 7e au championnat national britannique respectivement en 1998 et 1999), au poker (où il a participé à plusieurs reprises aux World Series of Poker), à Diplomatie et dans des compétitions multi-ludiques.
À Diplomatie, ses meilleurs résultats en compétition sont une troisième place au championnat d’Europe de 2004 et la même année une victoire par équipes à la ManorCon (qui était cette année-là le classement sanctionnant le trophée par équipes du championnat du monde). Il a également participé cinq fois au championnat du monde : 68e en 1994, 21e en 2001, 6e en 2004,
4e en 2006 et 45e en 2017.
Lors des Mind Sports Olympiad (en), Demis Hassabis a été à cinq reprises champion du monde de Pentamind (1998, 1999, 2000, 2001 et 2003) et deux fois champion du monde de Decamentathlon (2003 et 2004),.
Dario De Toffoli (en), lui-même champion du monde de Pentamind en 2002 et 2012, a appelé Demis Hassabis le « Génie des jeux » ((it) « genio dei giochi »).

## Distinctions
En 2007, Science place des travaux de Demis Hassabis sur la connexion entre mémoire et imagination dans le top 10 (en neuvième position) des percées scientifiques de l’année. En 2009, il est élu Fellow of the Royal Society of Arts (FRSA) pour son travail de game designer.
En 2013, il fait partie des cinquante noms de la Smart List de Wired, de personnalités sélectionnées par cinquante des plus brillants esprits du monde pour leur talent émergeant et leur capacité à façonner l’avenir. Hassabis était choisi par Peter Molyneux.
En octobre 2014, en tant que fondateur de DeepMind Technologies vendu quelques mois plus tôt à Google, l’Evening Standard de Londres place Demis Hassabis comme le troisième Londonien ayant le plus de pouvoir derrière George Osborne (alors chancelier de l’Échiquier) et Boris Johnson (maire de Londres). En novembre 2014, pour ses travaux novateurs autour de l’intelligence artificielle et des neurosciences, il reçoit le prix Mullard (en) de la Royal Society, ce prix récompense « les personnes dont le travail a le potentiel d’apporter une contribution à la prospérité nationale » et n’avait plus été attribué depuis cinq ans.
En 2015, il est listé en septième position (et comme premier Britannique) dans la liste du Financial Times du top 50 des entrepreneurs dans les nouvelles technologies en Europe.
En 2016, il reçoit la médaille d’argent de la Royal Academy of Engineering. En décembre de la même année, un an après l’avoir placé dans les personnes à suivre, Nature liste cette fois-ci Hassabis dans les Nature’s 10, les « dix personnes qui ont compté cette année » (Ten people who mattered this year) et quelques jours plus tard, Science cite de nouveau des travaux de Demis Hassabis (AlphaGo) dans les percées scientifiques de l’année (cette liste, contrairement à celle de 2007, ne comporte que neuf travaux et n’est pas ordonnée).
En 2017, Demis Hassabis est placé parmi les cent personnes les influentes au monde par le magazine américain Time, cette liste n’est pas ordonnée si ce n’est par catégorie, Demis Hassabis est classé dans les « Pionniers » (« Pioneers »). En 2017, il est élu Fellow of the Royal Academy of Engineering (FREng) et reçoit un Golden Plate Award dans le domaine Business décerné par l’American Academy of Achievement.
Le 1er janvier 2018, il est promu commandeur de l’ordre de l’Empire britannique (CBE) pour « service à la science et à la technologie ». En mai 2018, il est élu Fellow of the Royal Society (FRS) et il reçoit le titre de docteur ès sciences honoris causa (Honorary Degree of Doctor of Science) de l’Imperial College London en reconnaissance de sa contribution exceptionnelle dans le domaine de l’intelligence artificielle.
En 2020, Hassabis reçoit le prix Dan-David dans la catégorie « Futur » pour ses avancées dans le domaine de l’intelligence artificielleet en 2021 le prix Wiley (en), récompense en sciences biomédicales, pour ses études pionnières dans la prédiction des structures de protéines, et la médaille de l’Institut de recherche industrielle.
En 2022, il reçoit le prix Princesse des Asturies dans la catégorie « Recherche scientifique et technique » pour son « modèle de réseau neuronal qui combine les capacités d’un réseau neuronal artificiel avec la puissance algorithmique d’un ordinateur programmable ». En septembre 2022, il est annoncé qu’il reçoit avec John Jumper (en) le prix des avancées capitales dans les sciences de la vie 2023 « pour avoir développé une méthode d'apprentissage profond en IA qui prédit rapidement et avec précision la structure tridimensionnelle des protéines à partir de leur séquence d’acides aminés » (AlphaFold).
En mars 2024, Hassabis est anobli en étant fait chevalier par le roi Charles III sur les recommandations du Premier ministre Rishi Sunak en raison de ses travaux sur l’intelligence artificielle.
Le 9 octobre 2024, il reçoit le prix Nobel de chimie, conjointement avec son collaborateur John Jumper, pour leurs travaux d'intelligence artificielle permettant de prédire la structure tridimensionnelle des protéines et de produire de nouvelles protéines à des fins thérapeutiques.